# Beyond the Infinite Two Minutes
Pour plus de détails, voir Fiche technique et Distribution.
Beyond the Infinite Two Minutes (ドロステのはてで僕ら, Droste no hate de bokura), aussi connu sous le nom Deux minutes plus tard en France, est une comédie de science-fiction japonaise réalisée par Junta Yamaguchi (ja), sortie en 2020.

## Synopsis
Kato, un gérant d'un café, entre dans sa chambre située au-dessus de son café. Son écran d'ordinateur s'allume et Kato s'y voit lui-même qui l'interpelle. Il découvre ainsi que son écran est relié à l'écran de télévision du café (via leurs caméras respectives), mais montrant des images se déroulant deux minutes dans le futur, et inversement, l'écran du café montre des images se déroulant deux minutes dans le passé.
Avec une employée du café, Aya, et des amis qui arrivent, ils font quelques expériences de communication entre le passé et le futur (avec deux minutes de décalage), pensant deviner ainsi le futur. Au bout de quelques échanges, Kato, qui fait partie d'un groupe de musique, souhaite inviter à son concert, Megumi, qui a un salon de coiffure à proximité du café. Alors qu'il est chez lui, il se voit arriver, clamant que Megumi a accepté. Il va alors au salon de coiffure voir Megumi, mais celle-ci décline l'invitation. De retour au café, Kato ne peut que mentir face à la caméra pour ne pas introduire de paradoxe.
Les amis décident de descendre l'écran situé dans la chambre pour mettre les deux écrans (et caméras) face à face, afin de créer un effet Droste et de voir plus loin que deux minutes dans le futur.
Megumi arrive au café pour offrir une cymbale à Kato. Elle explique que quelqu'un la lui avait laissée il y a longtemps et qu'elle ne savait pas qu'en faire.
Avec l'effet Droste, les amis arrivent à récupérer de l'argent caché dans un magnétoscope. Mais deux hommes arrivent dans le café et les accusent d'avoir volé l'argent. Ils enlèvent Megumi et vont au cinquième étage. Grâce aux écrans, Kato peut établir un stratagème (vu dans le futur) pour aller libérer Megumi. Il utilise une bouteille de ketchup pour faire croire à du sang lorsqu'un des deux hommes pensait l'avoir poignardé et la cymbale comme bouclier dans le dos, le deuxième homme allant lui tirer dessus.
De retour au café, Kato et Megumi trouvent deux nouveaux individus, qui se présentent comme membres du Bureau de l'espace-temps, dans le but d'effacer la mémoire de Kato et ses amis. Sur l'écran montrant le futur, on voit Kato et Megumi avalant une substance pour cela, ce qui satisfait les hommes du Bureau de l'espace-temps. Mais Kato et Megumi décident de ne pas le faire, changeant ainsi le futur. Les hommes du Bureau de l'espace-temps se mettent à disparaître en quelques secondes.
Le film se termine avec Kato et Megumi discutant entre eux dans le café.

## Fiche technique
- Titre original : ドロステのはてで僕ら (Droste no hate de bokura?)
- Titre international : Beyond the Infinite Two Minutes
- Titre français : Beyond the Infinite Two Minutes ou Deux minutes plus tard[1]
- Réalisation : Junta Yamaguchi (ja)
- Scénario : Makoto Ueda (ja)
- Musique : Kōji Takimoto (ja)
- Photographie : Junta Yamaguchi
- Montage : Junta Yamaguchi
- Costumes : Atsuko Kiyokawa
- Production : Takahiro Otsuki et Kazuchika Yoshida
- Pays de production :  Japon
- Langue originale : japonais
- Format : couleur — 16/9
- Genre : comédie, science-fiction
- Durée : 70 minutes
- Dates de sortie :
  - Japon : 5 juin 2020[2]
  - Belgique : 6 avril 2021 (BIFFF)
  - Suisse romande : 3 juillet 2021 (NIFFF)[3]
  - Canada : 5 août 2021 (FanTasia)
  - France : 29 octobre 2021 (Utopiales, Nantes)[4]

## Distribution
- Kazunari Tosa (ja) : Kato
- Aki Asakura (ja) : Megumi
- Riko Fujitani (ja) : Aya
- Gōta Ishida (ja) : Komiya
- Masashi Suwa (ja) : Tanabe
- Yoshifumi Sakai (ja) : Ozawa
- Haruki Nakagawa (ja) : Narita
- Takashi Sumita (ja) : Furuya
- Munenori Nagano (ja) : Kinjo
- Chikara Honda (ja) : Ishizuka

## Production
Le film est tourné en une semaine par une troupe de théâtre de Kyoto, presque entièrement dans un café de Kyoto, de 18 h à 6 h du matin, le tournage ne pouvant pas avoir lieu pendant les heures d'ouverture. Il se compose d'un unique plan-séquence (sauf la courte scène avant le titre).
Le film Retour vers le futur était la plus grande influence de la troupe. La forme a été inspirée par Birdman, 1917 et La Corde.

## Distinctions

### Récompenses
- Festival international du film fantastique de Bruxelles 2021 : White Raven (prix de la sélection 7e Orbit) et prix de la critique[6],[7]
- Festival international du film fantastique de Puchon 2021 : prix NETPAC[8],[9],[10]
- Fantafestival 2021 (Rome) : meilleur film[11]
- FanTasia 2021 (Montréal)[12] :
  - prix New Flesh (premières œuvres) : mention spéciale du jury ;
  - prix du public : meilleur long métrage asiatique.
- Festival international du film fantastique de Catalogne 2021 (Sitges) : prix du public du meilleur film asiatique[13]
- Utopiales 2021 (Nantes)[4] : prix du public[14]
- Grindhouse Paradise 2022 (Toulouse)[15] : prix du public[16]

### Sélections
- Festival international du film fantastique de Neuchâtel 2021[17]
- Festival du cinéma japonais contemporain Kinotayo 2021[1] (France)
- Hallucinations collectives 2022[18] (Lyon)